# گئورگ هانسوقلیان
گئورگ ساریبکی هانسوقلیان (ارمنی: Գևորգ Սարիբեկի Հանեսօղլյան؛ انگلیسی: Gevorg Hanesoghlyan؛ Анесоглян_Геворк_Сарибекович زادهٔ ۸ نوامبر ۱۸۹۱ - درگذشته ۱۹ آوریل ۱۹۳۸) یک انقلابی و سیاستمدار و انقلابی اهل ارمنستان است که از تاریخ ۷ ژوئن ۱۹۲۸ تا تاریخ ۵ مه ۱۹۳۰ سمت وزیر دارایی ارمنستان شوروی را برعهده داشت.

## زندگی‌نامه
در ۲۰ نوامبر [سبک قدیمی: ۸ نوامبر] ۱۸۹۱ در آلکساندراپول به دنیا آمد .  وی در ۱۹ آوریل ۱۹۳۸ در سن ۴۷ سالگی در جریان پاکسازی بزرگ تیرباران شد.

## نگارخانه

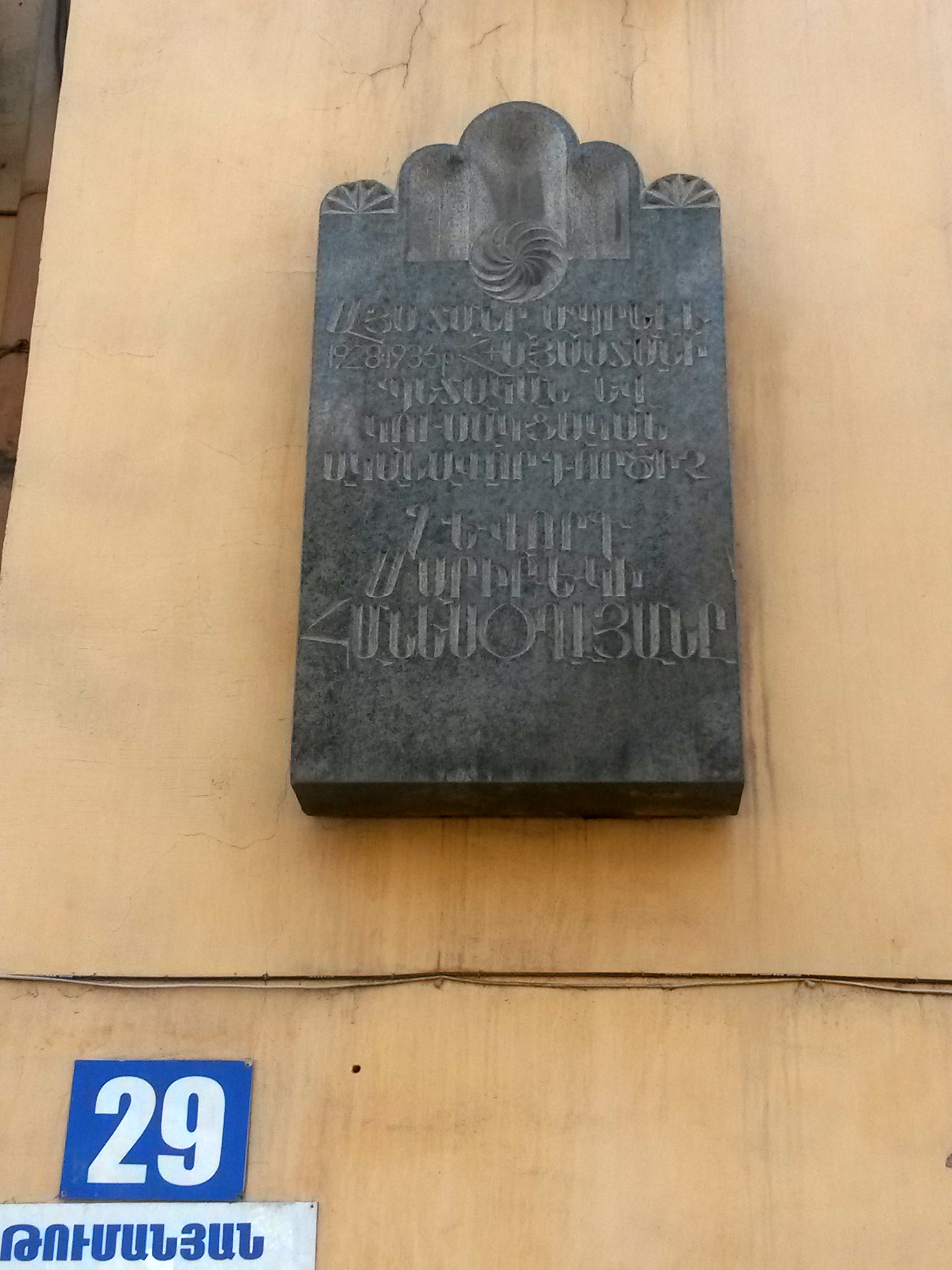